# 간나와·고즈-마쓰다 단층대

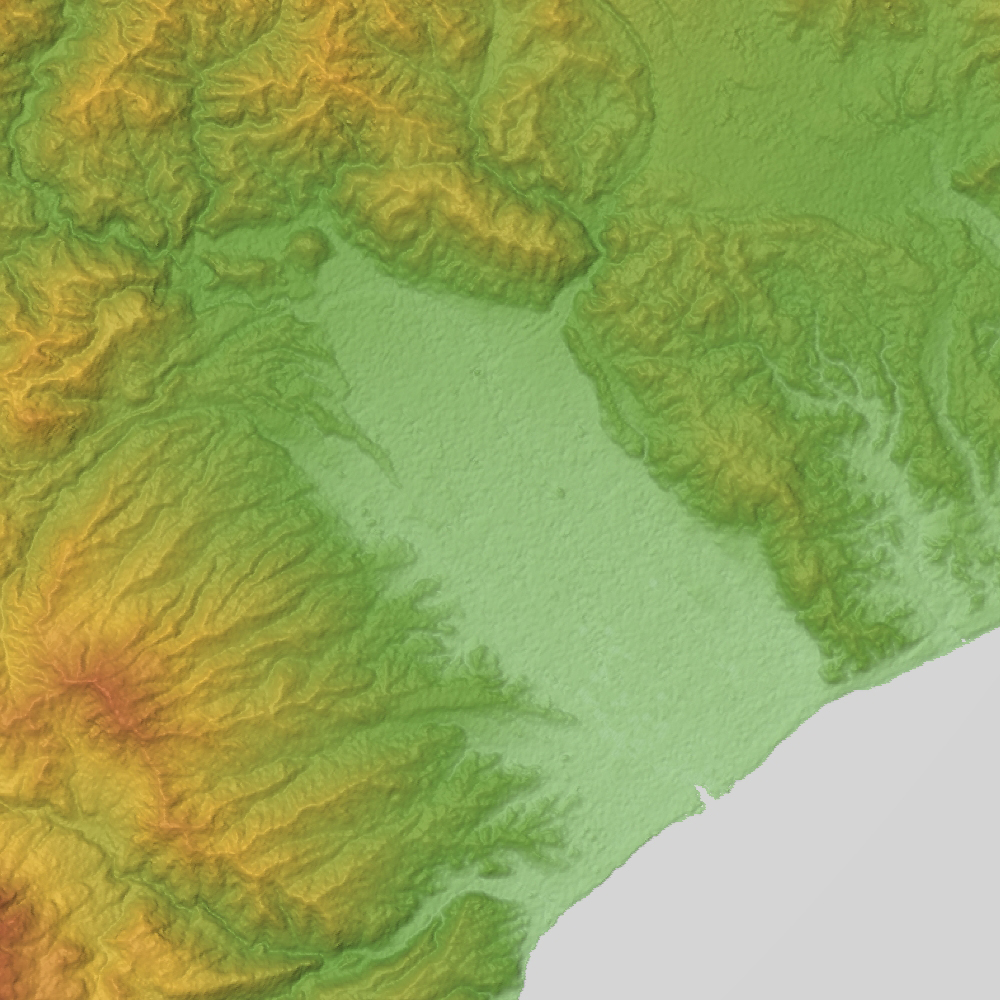
일본 아시가라평야 주변 지역의 지형도. 평야 북쪽 끝에서 동쪽 끝을 향해 쭉 이어지는 산지-평야 경계선이 고즈-마쓰다 단층대이다.

간나와·고즈-마쓰다 단층대(일본어: 神縄・国府津-松田断層帯 간나와・고즈마쓰다-단소타이[*]) 또는 시오자와·히라야마-마쓰다키타·고즈-마쓰다 단층대(일본어: 塩沢断層帯・平山－松田北断層帯・国府津－松田断層帯)는 일본 후지산 동쪽 기슭에서 단자와산 남쪽 기슭, 오이소구릉 서쪽, 고즈를 거쳐 사가미만까지 이어진 단층이다. 서북쪽부터 각각 시오자와 단층(塩沢断層), 히라야마 단층(平山断層), 히나타 단층(日向断層), 마쓰다키타 단층(松田北断層), 고즈-마쓰다 단층(国府津-松田断層) 및 여러 부속단층으로 이루어져 있다. 일본 시즈오카현 고텐바시에서 시작하여 슨토군 오야마정, 가나가와현 미나미아시가라시, 아시가라카미군 야마키타정, 마쓰다정, 오이정을 지나 오다와라시에서 사가미만 바다로 빠져나간다. 육지에 노출된 단층의 길이는 대략 38km 정도이다.

## 단층 특성
시오자와 단층은 좌향 성분을 포함한 북쪽 지반이 융기하는 역단층이며, 히라야마 단층과 히나타 단층은 서쪽 지반이 융기하는 역단층 성분을 포함한 좌향이동단층이며 마쓰다키타 단층은 좌향 성분을 포함한 북쪽 지반이 융기하는 역단층, 고즈-마쓰다 단층은 동북쪽으로 융기하는 역단층이다. 히라야마-히나타-마쓰다키타 단층은 북쪽으로 단나 단층과 이어져 있다는 추측도 있다.
간나와 단층은 2009년 이전에는 활단층으로 간주하였으나, 2009년부터 2011년 사이 이뤄진 지질조사에서 약 35만년 전 간나와 단층의 활동이 중단된 것이 밝혀졌고 고즈-마쓰다 단층대도 사가미 해곡의 분기단층인 것으로 밝혀져 명칭이 "고즈-마쓰다 단층대"로 바뀌었다. 사가미 해곡은 침강하는 필리핀해판의 북쪽 끄트머리에 있다. 간나와 단층이 활단층이 아님이 드러나면서 시오자와 단층을 시작점으로 바꾸었고 단층을 서남쪽 방향으로 더 연장시켜 분석하기 시작했다.
지진 발생 양상에 대해서는 여러 가설이 있다. 사가미 해곡 세그먼트와는 독립적으로 활동하며 단자와 산지나 오이소 구릉에서 최대 규모 M7급의 "오이소형 지진"을 일으킨다는 설이 있으며, 200-300년 간격으로 간토 지진을 일으키는 판 경계 단층의 분기단층 중 하나로 연동하여 지진이 일어난다라는 설도 있다. 하지만 2014년 지진조사연구추진본부에서는 고즈-마쓰다 단층이 사가미 해곡의 분기단층으로 사가미 해곡에서 일어나는 규모 M8급의 지진의 지진 중 수 회에 한번 꼴로 연동하여 같이 일어난다고 판명되었다.

## 지진 발생 확률
일본 지진조사연구추진본부가 시행하는 활단층 장기평가에서는 지진 발생 확률이 상대적으로 높은 단층에 속해 있다. 시오자와 단층대는 S급 위험도(최고 위험) 단층, 히라야마-마쓰다 단층대는 A급 위험도(중간 위험) 단층으로 지정되어 있다. 다만 고즈-마쓰다 단층대는 사가미 해곡의 분기단층이기 때문에 별도로 단층을 분석하지 않았다.
고즈-마쓰다 단층대의 가장 마지막 활동은 기원전 1150년에서 기원전 1350년 사이로 추정되며, 사가미 해곡 거대지진으로 추정되는 1293년 가마쿠라 대지진 당시 지진을 일으킨 것으로 추정된다. 지난 6000년 간 약 20m의 상하 변위가 있었으며 1995년부터 1996년까지 이뤄진 해곡 조사에서는 3000년 간 4-5회 연동형지진이 일어난 것으로 추정된다. 연구진들은 가장 마지막으로 일어난 연동형지진이 2300년 전 일어난 것으로 추정한다.
시오자와 단층대는 2020년 1월 1일 기준 30년 내 발생 확률이 4% 이하, 50년 내 발생 확률이 6% 이하, 100년 내 발생 확률이 10% 이하이며 평균 지진 간격은 800년 정도로 추정된다. 히라야마-마쓰다 단층대는 30년 내 발생 확률이 0.09-0.6%, 50년 내 발생 확률이 0.5-1%, 100년 내 발생 확률이 0.3-2%로 주기는 4-5000년이며 2700년 전 마지막으로 지진이 일어난 것으로 추정하고 있다.
| 구역                   | 지진 종류                | 2022년 1월 1일 기준 | 2022년 1월 1일 기준 |
| 구역                   | 지진 종류                | 규모(M)             | 30년 내 발생 확률   |
| ---------------------- | ------------------------ | ------------------- | ------------------- |
| 시오자와 단층대        | 직하형지진 주요 활단층대 | M6.8 정도           | 4% 이하             |
| 히라야마-마쓰다 단층대 | 직하형지진 주요 활단층대 | M6.8 정도           | 0.09-0.6%           |
| 고즈-마쓰다 단층대     | 해구형지진 분기단층      | -                   | -                   |

## 같이 보기
- 아시가라평야
- 미나미칸토 직하지진
- 하코네산